# Anemone raddeana
Anemone raddeana är en ranunkelväxtart som beskrevs av Eduard August von Regel. Anemone raddeana ingår i släktet sippor, och familjen ranunkelväxter. Utöver nominatformen finns också underarten A. r. lacerata.

## Bildgalleri

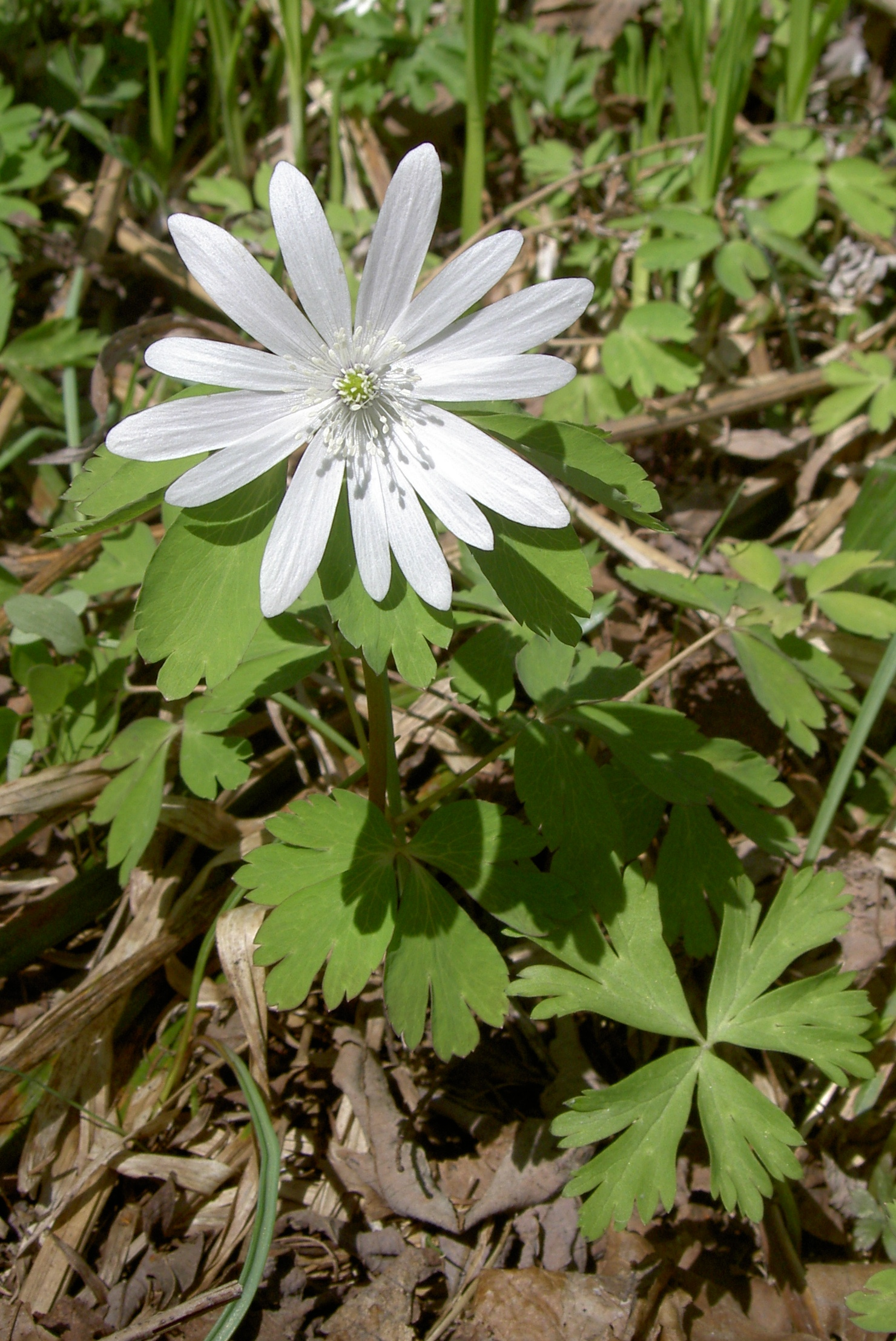
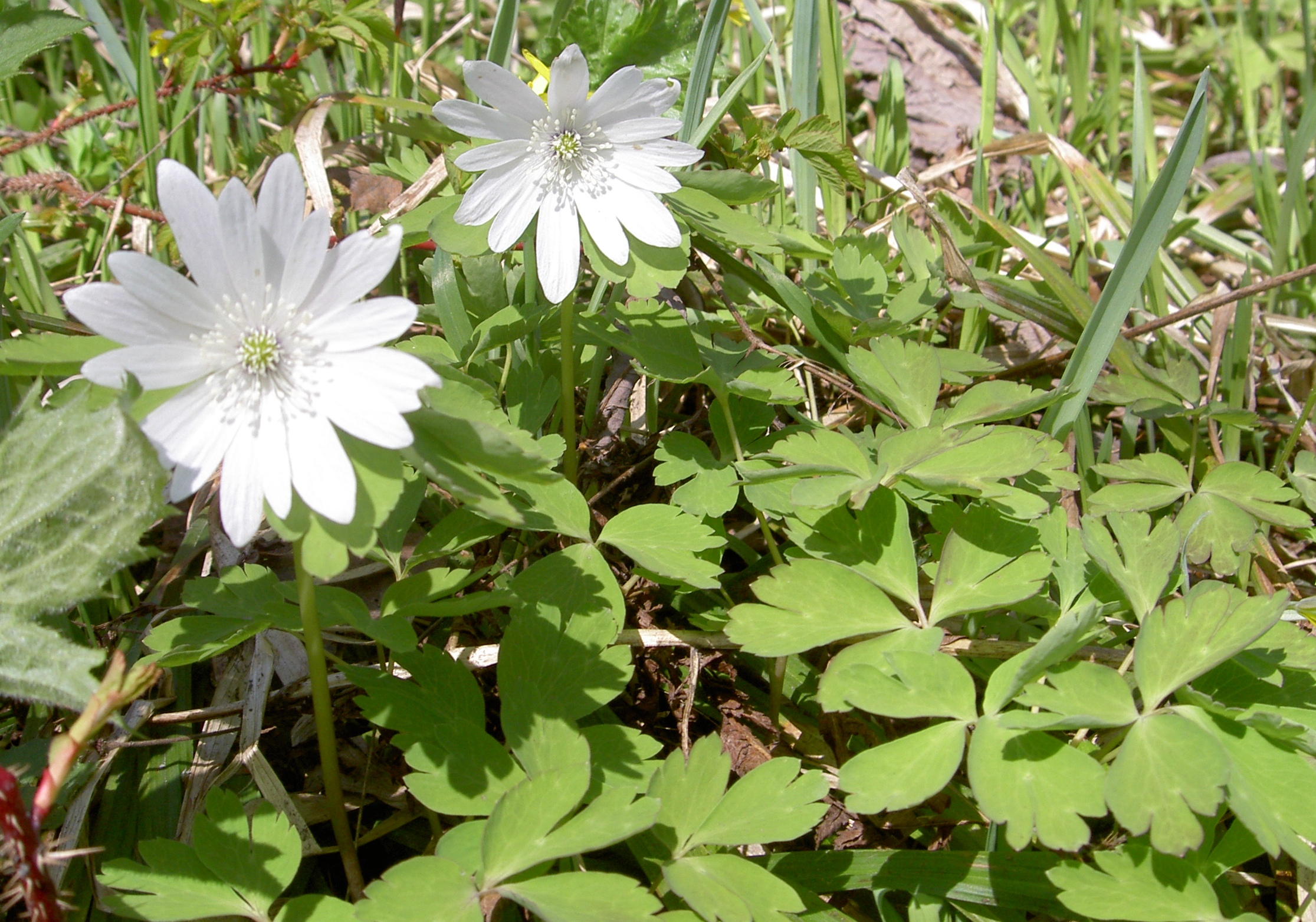
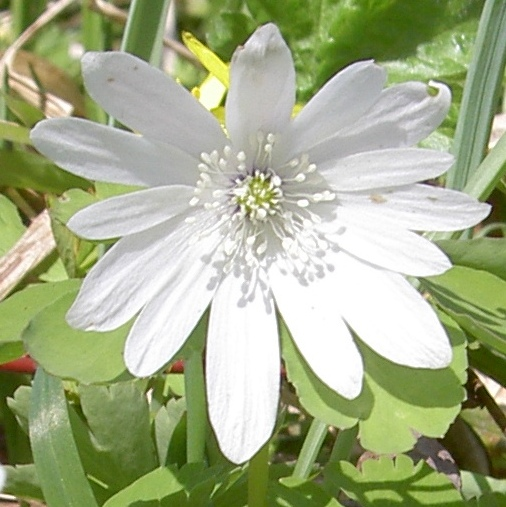
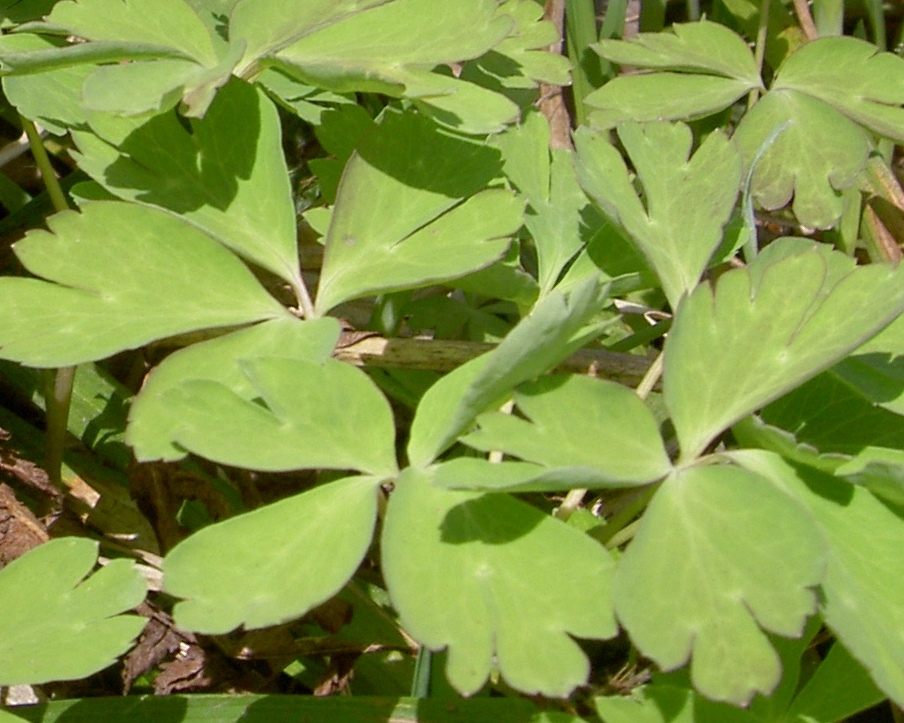